# Osama Mazini
Osama Mazini (arab. ‏أسامة مزيني‎), właściwie Osama Atija Ahmad al-Mazini (arab. ‏أسامة عطية أحمد المزيني‎; ur. 16 marca 1966 w Gazie, zm. 16 października 2023 tamże) – palestyński polityk, psycholog i terrorysta, szef Rady Szury Hamasu (2021–2023) i wysoki rangą członek jego Biura Politycznego, minister edukacji w lokalnym rządzie Strefy Gazy (2007–2014). Główny negocjator Hamasu w sprawach zakładników, prowadził negocjacje w sprawie wymiany więźniów za Gilada Szalita. Zabity w izraelskim nalocie podczas wojny z Hamasem.

## Życiorys
Osama Mazini kierował udanymi negocjacjami Hamasu w sprawie uwolnienia Gilada Szalita za palestyńskich więźniów. Podczas przetrzymywania Szalita odmówił przedstawicielom Międzynarodowego Czerwonego Krzyża spotkania z zakładnikiem twierdząc, że ułatwiłoby to służbom izraelskim namierzenie go.
W 2013 roku, jako minister edukacji w gabinecie Hamasu zarządzającym przejętą siłowo Strefą Gazy Mazini zadecydował o wprowadzeniu segregacji płciowej w szkołach oraz prawa zakazującego pobierania jakichkolwiek form wsparcia, bądź podarków od przedstawicieli Izraela, a także zakazał mężczyznom nauczania w szkołach dla dziewcząt. W roku 2014, wciąż pełniąc urząd, wziął udział w ceremonii zakończenia szkolenia dla młodzieży w obozie szkoleniowym Hamasu, podczas której wraz z innymi oficjelami organizacji (między innymi Isma’ilem Hanijją) publicznie namawiał nastolatków do męczeństwa i zniszczenia Izraela.
16 marca 2021 roku Hamas, wbrew dotychczasowym praktykom, poinformował o wybraniu nowego składu Rady Szury Hamasu, której Mazini został szefem.
Mazini zginął w izraelskim nalocie w Gazie 16 października 2023 roku podczas wojny Izraela z Hamasem. Siły Obronne Izraela wydały komunikat w którym potwierdziły eliminację jego i szefa służby wywiadowczej Hamasu, skomentował go wysoki rangą przedstawiciel organizacji Basem Naim potwierdzając śmierć Maziniego, zarazem zaznaczył, że choć faktycznie był głównym negocjatorem w sprawach zakładniczych to nie był zaangażowany w ówcześnie trwający kryzys zakładniczy.